# 1579
Năm 1579 (số La Mã: MDLXXIX) là một năm thường bắt đầu vào thứ năm  trong lịch Julius.